# Крецуляска
Крецуляска (рум. Crețuleasca) — село у повіті Ілфов в Румунії. Входить до складу комуни Штефенештій-де-Жос.
Село розташоване на відстані 12 км на північний схід від Бухареста, 132 км на південь від Брашова.

## Населення
За даними перепису населення 2002 року у селі проживали 422 особи. Рідною мовою 420 осіб (99,5%) назвали румунську.
Національний склад населення села:
| Національність | Кількість осіб | Відсоток |
| -------------- | -------------- | -------- |
| румуни         | 397            | 94,1%    |
| цигани         | 24             | 5,7%     |